# Paulin Soumanou Vieyra
Paulin Soumanou Vieyra (* 31. Januar 1925 in Porto-Novo, Dahomey, heute Benin; † 4. November 1987 in Paris) war ein afrikanischer Filmemacher und Filmhistoriker. Er gilt als Pionier des afrikanischen Kinos.

## Biographie
1952 wurde er an der Pariser Filmhochschule angenommen. Zu seinen Lehrern gehörten Georges Sadoul, Jean Mitry und Rémy Tesseneau. Sein Abschlussfilm C’etait il y quatre ans wurde Opfer der Zensur. 
Als erster afrikanischer Film gilt Afrique–sur-Seine, ein Kurzfilm, den Vieyra 1955 mit anderen Studenten drehte. Noch war es Afrikanern verboten, in den damaligen französischen Kolonien zu drehen. Aus diesem Grund entstand der erste von Afrikanern gedrehte Film in Paris. Das Thema der Afrikaner in der Diaspora sollte ein wichtiges Thema des afrikanischen Kinos bleiben.
Nach dem Studium entschied sich Vieyra, in den Senegal zu gehen. Vieyra und seine Freunde von der Gruppe africain du Cinéma drehten 
Môl (Les Pêcheurs), die Geschichte eines ehrgeizigen jungen Fischers.
Georges Pompidou kam in den Senegal, um Léopold Sédar Senghor einen Besuch abzustatten, und Vieyra drehte den ironischen Film Écrits de Dakar.
1975 erschien Vieyras Buch Le cinéma africain. Des origines à 1973, die erste Geschichte des afrikanischen Kinos überhaupt. Vieyra wird sich immer wieder für eine afrikanische Kritik des afrikanischen Kinos einsetzen, umso mehr als den europäischen Kritikern oft die Voraussetzungen oder einfach nur das Interesse fehlen, das afrikanische Kino adäquat zu beschreiben. Selbstverständlich war er auch dabei, als 1969 der Verband afrikanischer Filmemacher, die Fédération Panafricaine des Cinéastes (FEPACI) gegründet wurde.
1982 promovierte Vieyra an der Sorbonne mit der Arbeit À la recherche du cinéma africain (Doktorvater: Jean Rouch).
Vieyra wirkte häufig bei der Produktion der Filme seines Freundes Ousmane Sembène mit, über den er auch die erste Monografie schrieb.
Vieyras einziger langer Spielfilm ist  En résidence surveillée.

## Werke

### Bücher
- Le cinéma et l’Afrique, Paris 1969
- Sembène Ousmane. Cinéaste, Paris 1972
- Le cinéma africain des origines à nos jours, Paris 1975
- Le cinéma au Sénégal, Brüssel/Paris 1983
- Réflexions d'un cinéaste africain, présentation par Pierre Haffner ; postface par Tahar Cheriaa, Bruxelles : OCIC, cop. 1990

### Filme
- Afrique-sur-Seine
- Mol(Les pêcheurs)
- Le Niger aujourd'hui
- Les Africains à Vienne
- Présence Africaine à Rome
- Écrits de Dakar.
- Lamb
- Sindiély
- Avec l'Ensemble National
- N'diongane
- Birago Diop, conteur
- En résidence surveilée[1]